# Таранченко Юрій Федорович
Юрій (Георгій) Федорович Тара́нченко (нар. 21 січня 1905, Ворожба — пом. 7 березня 1978, Київ) — український радянський диригент, педагог; заслужений артист УРСР з 1946 року.

## Біографія
Народився 8 [21] січня 1905 року у місті Ворожбі (тепер Сумська область, Україна). В 1931 році закінчив Київський музично-драматичний інститут імені М. В. Лисенка, 1939 року — Київську консерваторію. Член КПРС з 1952 року. У 1945—1968 роках — головний диригент Хорової капели Українського радіо. У 1966—1972 — викладач Київської консерваторії. Помер у Києві 7 березня 1978 року.